# Gissey-sur-Ouche
Gissey-sur-Ouche är en kommun i departementet Côte-d'Or i regionen Bourgogne-Franche-Comté i östra Frankrike. Kommunen ligger i kantonen Sombernon som tillhör arrondissementet Dijon. År 2022 hade Gissey-sur-Ouche 357 invånare.

## Befolkningsutveckling
Antalet invånare i kommunen Gissey-sur-Ouche
Referens:INSEE

## Galleri

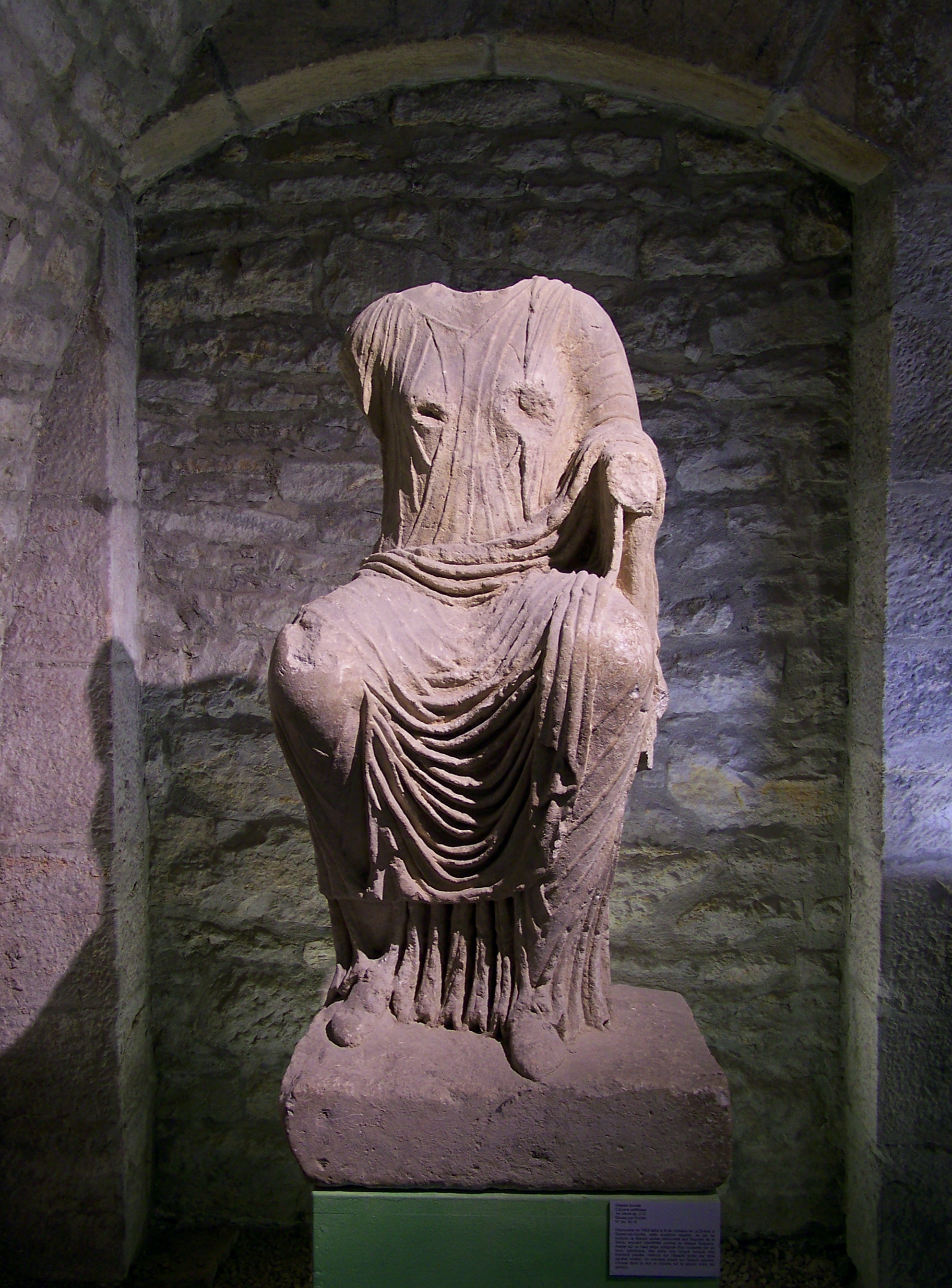
Gallo-Romersk staty som hittades på botten av floden Sirène 1953. Statyn avbildar möjligen gudinnan över floden Seine - Sequana.